# John Robarts

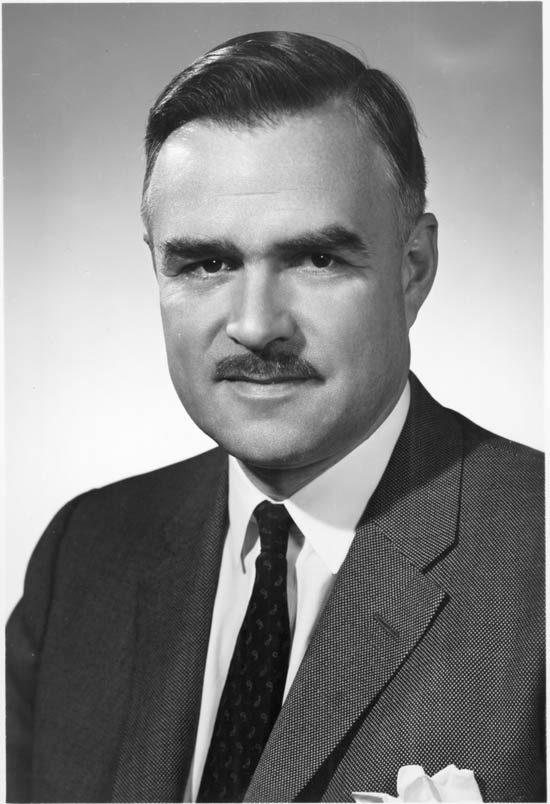
John Robarts (1960)

John Parmenter Robarts, PC, CC, QC (* 11. Januar 1917 in Banff; † 18. Oktober 1982 in Toronto) war ein kanadischer Rechtsanwalt, Politiker und vom 8. November 1961 bis zum 1. März 1971 der 17. Premierminister von Ontario. Robarts war Mitglied der Ontario PC Party.

## Leben
Robarts wurde in Banff in der Provinz Alberta geboren und zog bereits junger Mann mit seinen Eltern nach London, wo er an der Central Collegiate und der University of Western Ontario studierte. An der Western University schloss er sich der Delta-Upsilon-Burschenschaft an. Später schrieb er sich an der Osgoode Hall Law School in Toronto für das Studium der Rechtswissenschaften ein. Sein Studium wurde durch den Zweiten Weltkrieg unterbrochen und diente der Royal Canadian Navy als Offizier auf dem Kreuzer Uganda. Nach dem Krieg setzte er sein Studium fort, welches er 1948 abschloss.
Nach dem Studium praktizierte er als Anwalt in London und wurde 1950 in den Stadtrat gewählt. 1951 wurde er als Mitglied der Ontario Progressive Conservative Party in die Legislativversammlung von Ontario gewählt. Er wurde Mitglied im Kabinett des Premierministers Leslie Frost, von 1958 an zunächst als Minister ohne Geschäftsbereich, 1959 dann als Bildungsminister. Als Frost sein Amt 1961 als Premier aufgab, wurde Robarts am 25. Oktober in sechs Wahlgängen von der Partei als neuer Premierminister von Ontario gewählt. Im Jahr 1963 wurde er mit 77 % der Stimmen wiedergewählt und 1967 nochmal mit 69 %. Robarts galt als beliebte und angesehene Führungspersönlichkeit und setzte sich für die Freiheit und Rechte der einzelnen Provinzen ein und gegen Tendenzen der Regierung die Macht in Kanada zu zentralisieren. Gleichzeitig sprach er sich aber auch gegen den Separatismus in Québec aus und initiierte die Confederation of Tomorrow in Toronto, wo es zu einem erfolglosen Versuch kam, sich auf eine neue Verfassung von Kanada zu einigen. Er blieb bis 1971 im Amt; sein Nachfolger wurde Bill Davis. Robarts zeichnet für die Errichtung der York University verantwortlich und auf seine Initiative ging auch das Ontario Science Centre hervor.
Ein Jahr nach seinem Ausscheiden als Premierminister wurde er zum Companion des Order of Canada ernannt. Zusammen mit Jean-Luc Pépin gründete er die Task Force on Canadian Unity als Gegenreaktion auf den Wahlsieg 1976 der Parti Québécois auf Provinzebene. Robarts erlitt Anfang 1981 während einer Reise durch die Vereinigten Staaten mehrere Schlaganfälle und beging in deren Folge am 18. Oktober 1982 Selbstmord. Er wurde im St.-James-Friedhof begraben.
John Robarts zu Ehren wurden eine Reihe wichtiger Institutionen und Schulen nach ihm benannt, darunter das zur University of Western Ontario gehörende Wissenschaftszentrum Robarts Research Institute in London und die Universitätsbibliothek Robarts Library.